# Huracán Omar
Omar fue la decimoquinta tormenta tropical, el séptimo huracán y el cuarto huracán mayor de la temporada de huracanes del Atlántico de 2008.
 Es ésta la primera vez que se usa el nombre Omar para un ciclón tropical en el océano Atlántico.

## Historia meteorológica

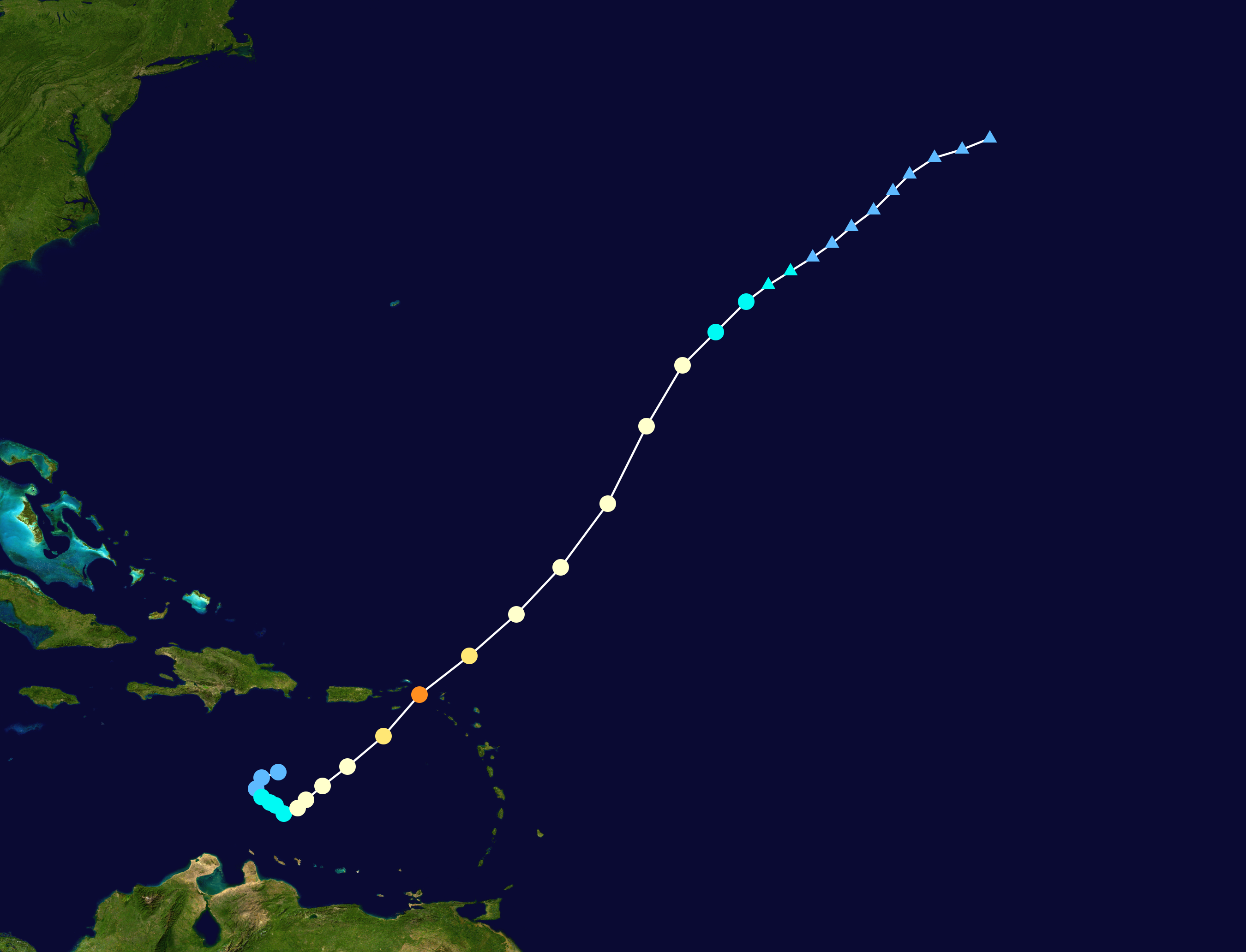
Trayectoria del Huracán Omar.

Una perturbación tropical se formó en el mar Caribe oriental, en un área desfavorable para su desarrollo el 13 de octubre de 2008. La nueva depresión tropical se ubicaba a unos 285 km al nornoroeste de Curaçao. Los vientos de cizalladura disminuyeron mientras la perturbación se desplazaba erráticamente por el área, permitiendo así su fortalecimiento. Se convirtió en la Depresión Tropical 15L el 13 de octubre para seguir fortaleciéndose hasta transformarse en la Tormenta Tropical Omar el día siguiente, 14 de octubre.
Omar siguió  intensificándose rápidamente esa tarde y superó los 110 km/h para convertirse en un huracán categoría 1 de la escala de Saffir-Simpson. Luego de continuar acelerando su avance y aumentando su intensidad, a las 11 p. m. AST del 15 de octubre, el ciclón tenía vientos de más de 185 km/h con lo que se ubicaba dentro de la categoría 3. En las primeras horas de la mañana siguiente, Omar alcanzó la Categoría 4 con un pico máximo de 215 km/h. pero rápidamente comenzó a debilitarse al avanzar sobre el Pasaje de Anegada.
El intenso ojo del ciclón pasó a unos 40 km de la isla de Saint Croix moviéndose en dirección suroeste-noreste, algo infrecuente para este tipo de tormentas. Una desviación hacia el este en el último momento hizo que la isla sintiera los efectos del lado más débil del huracán.

## Preparativos e impacto

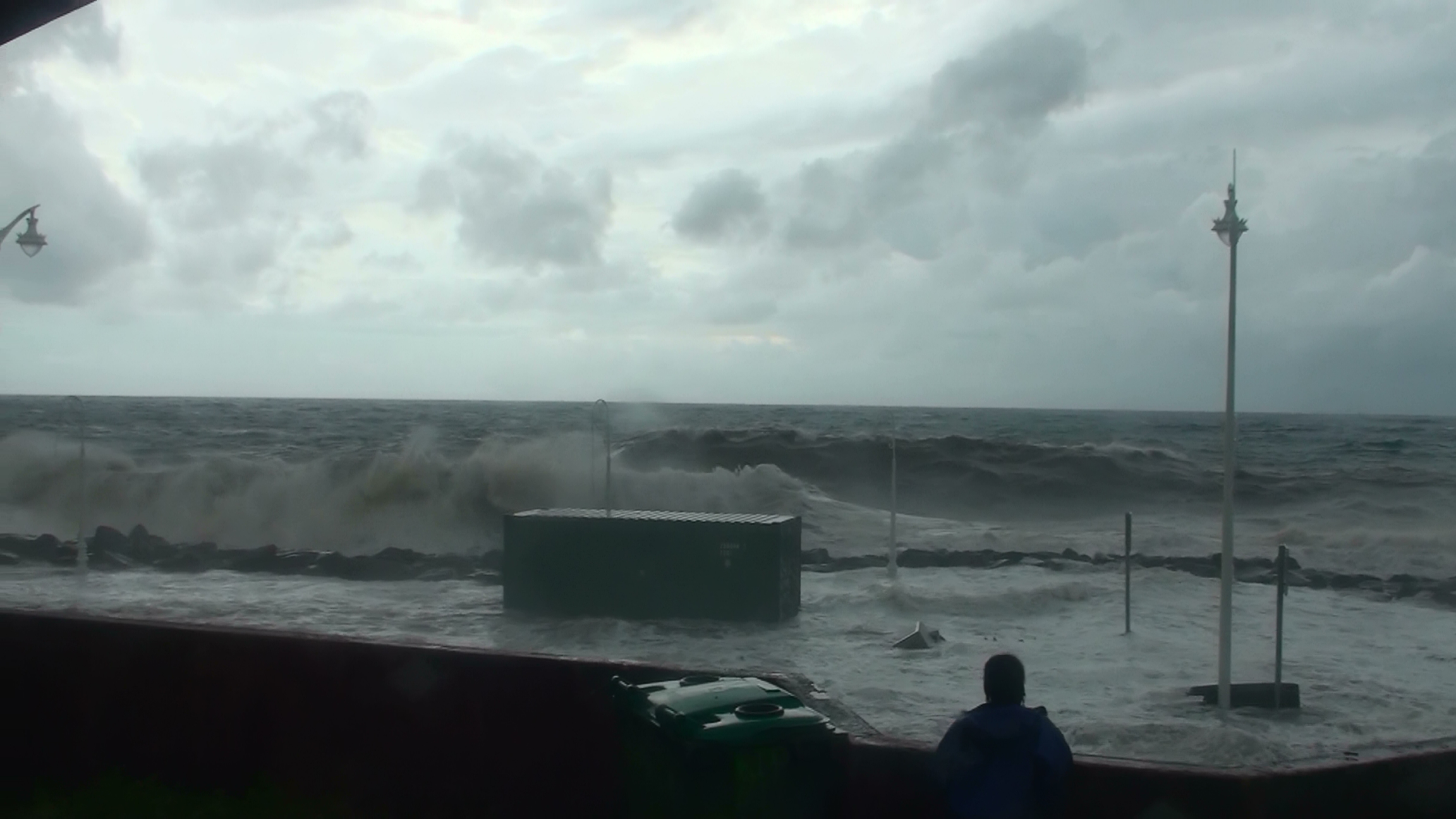
Huracán Omar azotando Guadalupe

El 13 de octubre se emitieron advertencias de tormenta tropical para Puerto Rico, las Islas Vírgenes de EE. UU. y Británicas y la República Dominicana desde Isla Saona a Cabo Engaño por parte de los respectivos gobiernos de dichas islas. Al día siguiente la Guardia Costera de EE. UU. cerró el puerto de Christiansted, mientras que la refinería de Hovensa, en Saint Croix comenzó los procedimientos de cierre operativo el día 15. Permaneció fuera de operaciones hasta pasada la tormenta.
A pesar de su gran intensidad (Omar pasó por las Islas de Sotavento en el pico de su fuerza), el daño fue relativamente leve ya que el ojo y la pared del ojo del huracán permanecieroin sobre el agua. Se reportaron algunas inundaciones, y árboles derribados, pero no se registraron daños estructurales. Una muerte indirecta se reportó en la Isla Culebra, Puerto Rico.
Las más meridionales de las Islas de Sotavento, incluyendo Aruba, Bonaire y Curaçao sufrieron vientos fuertes de una dirección infrecuente cuando Omar se encontraba en su etapa inicial. Los vientos alisios usualmente soplan de este a oeste y las playas y balnearios se hallan al oeste de las islas. Sin embargo, el 14 de octubre Omar trajo consigo fuertes vientos del oeste y causó daños severos a las costas, apagones y árboles caídos.

## Nombre y registro histórico
Nunca se había usado antes el nombre Omar para una tormenta tropical atlántica. Sin embargo, el nombre sí se había usado en la temporada de tifones del océano Pacífico de 1992.